# Dimorphocalyx muricatus
Dimorphocalyx muricatus är en törelväxtart som först beskrevs av Joseph Dalton Hooker, och fick sitt nu gällande namn av Airy Shaw. Dimorphocalyx muricatus ingår i släktet Dimorphocalyx och familjen törelväxter. Inga underarter finns listade i Catalogue of Life.